# Stazione meteorologica di Tuscania
La stazione meteorologica di Tuscania è la stazione meteorologica di riferimento relativa alla località di Tuscania.

## Coordinate geografiche
La stazione meteorologica è situata nell'Italia centrale, nel Lazio, in provincia di Viterbo, nel comune di Tuscania, a 166 metri s.l.m. e alle coordinate geografiche 42°25′N 11°52′E.

## Dati climatologici
Secondo i dati medi del trentennio 1961-1990, la temperatura media del mese più freddo, gennaio, è di +7,0 °C, mentre quella del mese più caldo, agosto, si attesta a +24,2 °C .
| Tuscania           | Mesi | Mesi | Mesi | Mesi | Mesi | Mesi | Mesi | Mesi | Mesi | Mesi | Mesi | Mesi | Stagioni | Stagioni | Stagioni | Stagioni | Anno |
| Tuscania           | Gen  | Feb  | Mar  | Apr  | Mag  | Giu  | Lug  | Ago  | Set  | Ott  | Nov  | Dic  | Inv      | Pri      | Est      | Aut      | Anno |
| ------------------ | ---- | ---- | ---- | ---- | ---- | ---- | ---- | ---- | ---- | ---- | ---- | ---- | -------- | -------- | -------- | -------- | ---- |
| T. max. media (°C) | 11,6 | 12,5 | 15,3 | 19,0 | 23,3 | 28,2 | 32,0 | 32,2 | 28,2 | 22,6 | 16,7 | 13,3 | 12,5     | 19,2     | 30,8     | 22,5     | 21,2 |
| T. min. media (°C) | 2,5  | 2,6  | 4,3  | 6,9  | 9,6  | 13,5 | 16,2 | 16,2 | 13,8 | 10,3 | 6,6  | 3,8  | 3,0      | 6,9      | 15,3     | 10,2     | 8,9  |